# Niagarafloden
Niagarafloden flyter norrut från Eriesjön till Ontariosjön. Den markerar gränsen mellan Ontario i Kanada och delstaten New York i USA.
Floden är cirka 53 km lång och passerar Niagarafallen på sin väg. Längs floden finns två vattenkraftverk, ett, The Sir Adam Beck Generating Station, byggt 1954 på den kanadensiska sidan, och ett på den amerikanska sidan, byggt 1961, the Robert Moses Niagara Power Plant. Dessa två kraftverk genererar 4,4 gigawatt elektricitet. Fartyg på Stora sjöarna undviker Niagarafallen genom att istället ta Welland Canal, en del av Saint Lawrence Seaway, på den kanadensiska sidan.
Fallhöjden för Niagarafloden är 99 m totalt.
I Niagarafloden finns två stora öar, Grand Island och Goat Island, båda i USA. Västra delen av Eriekanalen ligger nära Grand Island. Goat Island ligger precis vid fallen. Det finns även två mindre öar, Navy Island, nära Grand Island, på den norra sidan, och Strawberry Island, sydväst om Grand Island.
Längs Niagarafloden ligger städerna:
- Buffalo, New York
- Fort Erie, Ontario
- Lewiston, New York
- Niagara Falls, New York
- Niagara Falls, Ontario
- Niagara-on-the-Lake, Ontario
- Queenston, Ontario

Flera slag har ägt rum längs Niagarafloden vilken historiskt sett försvarats av Fort George (kanadensiska sidan), Fort Niagara (amerikanska sidan) och Fort Erie (kanadensiska sidan).